# Overbrook
Overbrook is een plaats (city) in de Amerikaanse staat Kansas, en valt bestuurlijk gezien onder Osage County.

## Demografie
Bij de volkstelling in 2000 werd het aantal inwoners vastgesteld op 947.
In 2006 is het aantal inwoners door het United States Census Bureau geschat op 960, een stijging van 13 (1,4%).

## Geografie
Volgens het United States Census Bureau beslaat de plaats een oppervlakte van
1,4 km², geheel bestaande uit land. Overbrook ligt op ongeveer 367 m boven zeeniveau.

## Plaatsen in de nabije omgeving
De onderstaande figuur toont nabijgelegen plaatsen in een straal van 24 km rond Overbrook.